# Ronetti Roman
Ronetti Roman, pseudonimul lui Aron Blumenfeld, (n. 1853, Jezierzany, Galiția, Imperiul Austriac, acum Ozeryany, Ucraina - d. 7 ianuarie 1908, Iași) a fost un poet, scriitor și dramaturg român de etnie evreiască care a scris piesa de teatru Manasse, dramă în patru acte despre dragostea imposibilă dintre doi tineri, un român - Matei Frunză - și o evreică - Lelia -, nepoata lui Manasse Cohen din Fălticeni.

## Biografie
Datele despre biografia lui Ronetti Roman sunt incerte și contradictorii. Și-a pierdut de timpuriu părinții, evrei din orășelul Jezierzany, din Galiția, și a fost crescut de o bunică, așa cum sugerează poema Radu.
În anul 1868 , adolescent fiind, se stabilește la Hârlău, unde învață limba germană cu un profesor particular. Devine învățător la Sadagura, apoi, este contabil la Bacău, pregătindu-se să-și dea bacalaureatul la Suceava.
În toamna lui 1869 a plecat la Berlin și se înscrie la Facultatea de medicină, dar se simte mai atras de filologie și frecventează Akademie für Philologie, urmând totodată, ca audient, filosofia. Studiază în mai multe orașe din Germania, dar nu finalizează nici o facultate.
Călătorește prin Franța și Italia și în această perioadă își schimbă numele, împrumutat, de Moise Roman în Ronetti Roman. La înapoierea în țară se angajează ca pedagog și profesor de limba germană la Institutul lui V. A. Urechia.
Între anii 1868 și 1872, semnând Moise Roman sau Romano, publică în Hamagid și alte publicații străine articole în chestiuni de literatură ebraică.
Debutează literar cu o poezie în Revista literară și științifică în anul 1876.
În anul 1877 demisionează de la institut, în urma unor comentarii antisemite ale lui Urechia, și publică la Roman satira Domnul Kanitferstan, extras din jurnalul unui trândav care este un pamflet corosiv la adresa lui Urechia.
Participă la salonul literar condus de Titu Maiorescu sau la Junimea, unde se împrietenește cu I.L. Caragiale[A] și M. Eminescu[B].
În  anul 1878, pentru o scurtă perioadă, a fost membru al redacției ziarului Timpul, împreună cu Caragiale și Eminescu. Lucrează la Ministerul de Externe translator de limba germană, la solicitarea lui Mihail Kogălniceanu. În același an editura Szollosy îi publică poemul Radu, reeditat la București de editura Ionescu în 1914.
În 1893, publică Două măsuri, volum de articole privind problema evreiască. În parte din articole polemizează, din nou, cu V. A. Urechia cu care se afla în conflict în urma ieșirilor sale antisemite..
În 1905 este decorat cu „Bene Merenti” clasa I-a (de aur) pentru deosebite merite literare.
Se căsătorește cu fiica arendașului Smil Herșcovici, Eleonora, prin 1881-1882 și începe să ducă o viață mai retrasă de moșier în județul Neamț, la Râșnov și Davideni. Răscoala din 1907 îl înspăimântă și-l zdruncină. În articolul Două răscoale, apărut postum, încearcă să explice motivele mișcării nu prin starea grea a țărănimii, ci prin unele subtilități de conjunctură economică.
Refugiat la Iași, moare la 7 ianuarie 1908 în urma unui atac de cord.

## Post scriptum
În anul 1941 administrația regimului lui Antonescu l-a trecut pe defunct pe lista celor 42 de Scriitori evrei ostateci, care urmau să fie omorâți în cazul inobedienței vreunui evreu față de regim. 

## Opera literară
- Domnul Kanitferstan, extras din jurnalul unui trândav, București, 1877
- Radu, București, 1878
- Răzbunare, poem publicat în Convorbiri literare, 1892
- Două măsuri, Editura Tipografia profesională „Dimitrie C. Ionescu”, București, 1898
- Manasse, București, 1900
- Ivan, poem publicat postum în Flacăra, 1913
- Satira jocului, publicată în Flacăra, 1913
- Muza tragediei, poem publicat postum în Flacăra, 1913
- Manasse și alte scrieri, ediție îngrijită și prefață de Constantin Măciucă, Editura Hasefer, București, 1996

### Manasse
Piesa Manasse a fost publicată în anul 1900. După doi ani Iacob Sternberg a tradus-o în limba idiș.
Premiera piesei în limba română a avut loc pe 12 martie 1901 pe scena Teatrului Național din Iași. După trei ani, pe 25 mai 1904, are loc prima reprezentație a piesei în București, la grădina Rașca. Succesul piesei va determina includerea ei în repertoriul Teatrului Național din București în stagiunea 1904-1905, premiera fiind la 5 februarie 1905 și avându-l pe Constantin Nottara în rolul principal.
Regizorul Jean Mihail a realizat în anul 1925, după piesă, un film mut filmat parțial la Fălticeni și având ca producător pe Isidor Goldenberg, Vasile Gociu cu imaginea, iar în distribuție apăreau: Romald Bulfinsky (Manasse), Maria Ciucurescu (Ester), Iosef Kamen (Zelig Șor), Ion Constantiniu (Emil Horn), Pèpè Georgescu (Nissim Kohanovici), George Aurelian (Matei Frunză), Alex. Finți (Lazăr), Dorina Demetrescu (Lelia), ș.a.
Eugen Lovinescu considera Manasse ca
„una dintre cele mai nobile lucrări, care onorează literatura română”,
iar I. Negoițescu scria:
„...una dintre cele mai grandioase lucrări dramatice din literatura noastră, prin atacarea unei probleme acute și reale din aceste timpuri, pe care autorul o tratează cu o sinceritate impresionantă și cu calități scenice: procesul de asimilare a israeliților în societatea română.”